# 호리에정
호리에정(일본어: 堀江町)은 일본 도쿠시마현 이타노군에 있던 정이다. 

## 지리
사누키 산맥의 동쪽끝 부근에 위치하며, 북부는 아마가쿠즈산을 포함한 산지, 남부는 요시노강 하류의 충적평야, 그 중간 부분의 오타니강 등의 부채꼴 지대로 이루어져 있다. 사누키 산맥과 구 요시노가와 강변의 두 곳에 정이 나뉘어져 있어 전자는 산이 있는 정이며, 후자는 강이 있는 정이라고도 불린다. 

## 역사
- 1889년 10월 1일 - 정촌제 시행에 수반해 이타노군 9촌의 구역으로 호리에촌이 성립하였다.
- 1953년 4월 1일 - 정으로 승격해 호리에정이 되었다.
- 1959년 4월 1일 - 반도정과 신설합병해 오아사정이 성립, 동일 호리에정은 폐지되었다.

## 참고문헌
- 『角川日本地名大辞典 36 徳島県』（1986年 ISBN 4040013603）